# Newport Beach
Newport Beach és una ciutat del Comtat d'Orange (Califòrnia), als Estats Units, al sud del centre de Santa Ana, i fundada el 1906. El 2008, la població era de 84.554 habitants. L'Oficina de Gerència i Pressupost Metropolitana (OMB) assignada és a l'àrea Santa Ana-Anaheim-Irvine. La ciutat és actualment una de les comunitats més valuades dels Estats Units, havent estat destacada en certes categories.